# Hiperandrogenismo
Hiperandrogenismo é um distúrbio endócrino comum das pessoas do sexo feminino em idade reprodutiva caracterizada pelo excesso de andrógenos como testosterona, afetando entre 5 e 10% dessas pessoas. Também pode afetar pessoas do sexo masculino, especialmente no caso de abuso de anabolizantes. 

## Causas
As principais causas são:
- Síndrome dos ovários policísticos (maioria dos casos);
- Hiperplasia adrenal congênita ou outro tumor adrenal;
- Câncer de ovário;
- Adenoma de hipófise;
- Medicamentos esteroides.

## Sinais e sintomas
As manifestações clínicas de hiperandrogenismo incluem:
- Hirsutismo (excesso de pelos);
- Acne;
- Alopécia androgênica;
- Aumento da libido;
- Virilização (incomum).
- Em crianças pode causar puberdade precoce
- Em idade fértil pode causar problemas menstruais.

A presença isolada de qualquer uma destas manifestações não é utilizado como um critério de diagnóstico para hiperandrogenismo. Virilização é uma característica relativamente incomum de hiperandrogenismo, e sua presença muitas vezes sugere um tumor adrenal, testicular ou ovariano.

## Tratamento
Com antiandrógenos como acetato de ciproterona, espironolactona ou flutamida. Outra opção inclui anticoncepcionais orais conjugados e cirurgia para remover parte da glândula com problema.